# Luise Meyer-Schützmeister
Luise Meyer-Schützmeister (* 20. Januar 1915 in Magdeburg, Deutschland; † 19. Januar 1981 in Chicago, Illinois, USA) war eine deutsch-amerikanische Kernphysikerin. Sie war in der experimentellen Forschung in der Kernphysik tätig, insbesondere bei der Untersuchung von Riesenresonanzen.

## Leben und Werk
Meyer-Schützmeister studierte Physik in München und Berlin und erwarb 1939 an der Technischen Hochschule in Berlin den Grad eines Diplom-Ingenieurs. 1943 promovierte sie bei Hans Geiger an der Technischen Universität Berlin. Anschließend war sie Assistentin an der TU Berlin und ab 1946 an der Georg-August-Universität Göttingen. Danach bekam sie für die Verteilung der radioaktiven Stoffe in Deutschland die Verantwortung übertragen. 1948 richtete sie als wissenschaftliche Mitarbeiterin der damaligen Medizinischen Forschungsanstalt der Max-Planck-Gesellschaft das dortige Isotopenlabor ein.
1952 emigrierte sie mit ihrem Ehemann, dem Astrophysiker Peter Meyer, in die Vereinigten Staaten. Dort wurde sie wissenschaftliche Mitarbeiterin am Institute for Nuclear Studies der University of Chicago. Sie forschte bei Valentine Telegdi über Photonuklearenergie mit Messungen am Betatron. 1956 wurde sie außerordentliche Wissenschaftlerin am Argonne National Laboratory und 1973 wurde sie zur leitenden Wissenschaftlerin befördert.

## Forschung am Argonne National Laboratory
Am Argonne National Laboratory arbeitete sie mit zusammen Stanley S. Hanna. In einem ihrer frühen Experimente entwickelten sie eine Technik, die den Rückstoß von Kernreaktionen für Resonanzfluoreszenzmessungen nutzte. Zusammen mit ihren Mitarbeitern gelang erstmalig die Ausmessung der detaillierten Struktur der Dipolresonanz. Während dieser Zeit lieferten sie und ihre Mitarbeiter die erste Bestätigung für Rudolf Mößbauers Entdeckung der rückstoßfreien Emission und Absorption nuklearer Gammastrahlen. 1979 forschte sie für ein Jahr am Max-Planck-Institut für Kernphysik in Heidelberg als Senior US-Scientist Humboldt Awardee. Mittels Deltaelektronenspektroskopie untersuchte sie die inneren atomaren Schalen.
Sie veröffentlichte fast 50 Arbeiten, unter anderem zur Riesenresonanz in mittelschweren und leichten Kernen, zur Resonanzfluoreszenz von Gammastrahlen, zur Isopinverletzung in hochangeregten Compoundkernen, zur Bestimmung von Coulombenergiedifferenzen über die Isospinabhängigkeit von Kernreaktionen.
Meyer-Schützmeister starb 1981 im Alter von 65 Jahren in Chicago.
Am 17. April 1981 fand am Argonne National Laboratory ein Memorial Symposium for Luise Meyer-Schützmeister statt. Am Argonne Institut wurde ihr zu Ehren ein Luise Meyer-Schützmeister Award eingerichtet.

## Ehrungen
- Fellow der American Physical Society
- Der Luise Meyer-Schutzmeister-Preis wurde von der Association for Women in Science für Doktorandinnen der Physik ins Leben gerufen.[2]

## Veröffentlichungen (Auswahl)
- mit S. S. Hanna: Resonant Absorption of Gamma Rays. Phys. Rev. 108, 1957, S. 1644.
- mit L. L. Lee, Jr., J. P. Schiffer, D. Vincent: Nuclear Resonance Absorption of Gamma Rays at Low Temperatures. Phys. Rev. Lett. 3, 1959, S. 223.
- mit J. A. Weinman, L.L. Lee, Jr.: States in Si28 with 12.7 < Ex < 13.7 MeV by (alpha, gamma) and (alpha, alpha) Reactions on Mg24. Phys. Rev. 133: B590, 1964.
- mit R. G. Allas, S. S. Hanna, R. E. Segel, P. P. Singh, Z. Vager: Evidence for a Single Dominant State for the E1 Giant Resonance. Phys. Rev. Lett. 13, 1964, S. 628.
- mit S. A. Gronemeyer, A. J. Elwyn: Gamma-ray Studies in 45V. Phys. Rev. C21, 1980, S. 1290.
- Die physikalischen Voraussetzungen für das Arbeiten mit künstlich radioaktiven Substanzen. Naturwissenschaften 37, 1950, S. 501–517. doi: 10.1007/BF01184821.
- Untersuchungen des äußeren Photoeffektes am Kupferoxydul und am Kupferoxyd. Z. Physik 129, 1951, S. 148–160. doi:10.1007/BF01333394.